# HD65836
HD65836 — хімічно пекулярна зоря спектрального класу A2, що має видиму зоряну величину в смузі V приблизно  6,8.
Вона  розташована на відстані близько 277,1 світлових років від Сонця.

## Пекулярний хімічний склад
Зоряна атмосфера HD65836 має підвищений вміст 
Cr
.